# Tarek Thabet
Tarek Thabet (arabe : طارق ثابت), né le 16 août 1971 à Gabès, est un footballeur tunisien. Arrivé en 1989 à l'Espérance sportive de Tunis, il y passe toute sa carrière jusqu'à sa retraite en 2005.
En soixante sélections, il inscrit trois buts au sein de l'équipe nationale avec laquelle il dispute les coupes du monde 1998 et 2002.
Après avoir mis fin à sa carrière, il devient entraîneur, notamment pour le Stade gabésien, Jendouba Sports et l'Étoile olympique de Sidi Bouzid ; il est également nommé entraîneur-adjoint de la sélection nationale alors dirigée par Roger Lemerre.

## Palmarès
- Vainqueur du championnat de Tunisie : 1991, 1993, 1994, 1998, 1999, 2000, 2001, 2002, 2003 (Espérance sportive de Tunis)
- Vainqueur de la coupe de Tunisie : 1991, 1997, 1999 (Espérance sportive de Tunis)
- Vainqueur de la coupe des clubs champions arabes : 1993 (Espérance sportive de Tunis)
- Vainqueur de la coupe des clubs champions africains : 1994 (Espérance sportive de Tunis)
- Vainqueur de la Supercoupe d'Afrique : 1995 (Espérance sportive de Tunis)
- Vainqueur de la coupe afro-asiatique : 1995 (Espérance sportive de Tunis)
- Vainqueur de la Supercoupe arabe : 1996 (Espérance sportive de Tunis)
- Vainqueur de la coupe de la CAF : 1997 (Espérance sportive de Tunis)
- Vainqueur de la coupe d'Afrique des vainqueurs de coupe : 1998 (Espérance sportive de Tunis)
- Finaliste de la coupe d'Afrique des nations : 1996 ( Tunisie)